# Walter Hauschild (Gewerkschafter)
Walter Hauschild (* 15. Oktober 1913 in Leipzig; † 11. September 2001) war ein deutscher Klempner, Installateur und Volkskammerabgeordneter für den Freien Deutschen Gewerkschaftsbund (FDGB).

## Leben
Hauschild war der Sohn einer Arbeiterfamilie. Nach dem Besuch der Volksschule und der Berufsschule nahm er 1928 eine dreijährige Lehre zum Bauklempner- und Installateur auf. Anschließend war er in Leipzig in diesem Beruf tätig. Nach Ausbruch des Zweiten Weltkrieges wurde er zur deutschen Wehrmacht einberufen. Am Ende des Krieges geriet er in Gefangenschaft. Nach seiner Rückkehr arbeitete er wieder in seinem alten Beruf. von 1955 bis 1957 studierte er und wurde Meister der volkseigenen Industrie. Als solcher war er im VEB Maschinen- und Apparatebau Schkeuditz tätig.

## Politik
Hauschild trat in den neugegründeten FDGB ein und war von 1949 bis 1954 AGL-Vorsitzender. Von 1957 bis 1960 war er Sekretär und seit 1961 Zweiter Vorsitzender der Grundorganisation Maschinen- und Apparatebau Schkeuditz der Gesellschaft für Deutsch-Sowjetische Freundschaft. 1961 wurde er Mitglied der SED.
In der Wahlperiode von 1963 bis 1967 war er Mitglied der FDGB-Fraktion in der Volkskammer der DDR.

## Auszeichnungen
- zweifacher Aktivist der sozialistischen Arbeit
- Ehrennadel des Gesellschaft für Deutsch-Sowjetische Freundschaft